# Nguyễn Phúc Miên Phú
Nguyễn Phúc Miên Phú (chữ Hán: 阮福綿富; 28 tháng 2 năm 1817 – 15 tháng 4 năm 1885), tước phong Phù Mỹ Quận công (符美郡公), là một hoàng tử con vua Minh Mạng nhà Nguyễn trong lịch sử Việt Nam.

## Tiểu sử
Hoàng tử Miên Phú sinh ngày 13 tháng 1 (âm lịch) năm Đinh Sửu (1817), là con trai thứ 8 của vua Minh Mạng, mẹ là Cung nhân Trần Thị Nghiêm. Hoàng tử là con đầu lòng của bà Cung nhân.
Khi còn làm hoàng tử, ông kiêu căng và ngông cuồng, thường chơi thân với bọn trẻ hư, để thuộc hạ cưỡi ngựa dẫm chết người. Việc này Đại Nam thực lục có biên chép rất rõ. Năm Minh Mạng thứ 16 (1835), tháng 11 (âm lịch), hoàng tử Miên Phú có một đêm cùng với đám trong phủ là Hoàng Văn Vân, Bùi Văn Nghị và Bùi Văn Quế phi ngựa ở phía tả ngoài hoàng thành. Hoàng tử sau đó về trước, đám còn lại cho ngựa chạy thi. Có một bà già khoảng 80 tuổi đi bên đường tránh không kịp, bị ngựa của tên Vân xéo chết.
Vua được tin, sai ngay Tôn nhân phủ Tôn Thất Bằng, Cơ mật viện Trương Đăng Quế và Phan Bá Đạt, Hình bộ Nguyễn Công Hoán và Nội các Hoàng Quýnh tra hỏi. Bản tấu dâng lên, vua dụ rằng: “Xem tờ tâu, trẫm rất buồn giận. Vả, ngày thường, trẫm vẫn nghiêm khắc với các hoàng tử, hễ phạm pháp thì trừng phạt ngay chưa từng khoan dung chút nào. Mà thằng con ấy, từ nhỏ bẩm tính ngu đần, lời nói việc làm đều hèn hạ, bỉ ổi đã không được kể vào hàng các hoàng tử, lớn lên, ngày chỉ rong chơi, đức nghiệp chẳng tiến. Nhiều lần trẫm đã nghiêm khắc dạy dỗ, nhưng xong việc, nó lại quên ngay, không biết chừa và sửa đổi chút nào! Nay lại gần gũi thân mật với lũ tiểu nhân phi ngựa ở đường lớn Kinh thành là nơi quan quân đi lại đông đúc, để đến nỗi kẻ cưỡi ngựa theo hầu xéo chết mạng người. Sao còn xứng đáng là công tử như thơ Lân chỉ nữa. Huống chi, lại không vâng lời cha dạy bảo, thực là đứa con xấu xa, tội nào còn lớn hơn nữa! Vậy chuẩn cho Miên Phú bị tước mũ áo, cách mất lương bổng hằng năm, đóng cửa ở nhà riêng để tự xét mình sửa lỗi, không cho ra ngoài một bước, không được lại dự vào hàng các hoàng tử, chỉ gọi tên là Phú mà thôi. Thế mới đáng tội!”.
Hoàng Văn Vân bị xử chém ngay, không đợi đến lúc hết hạn giam cầm. Hai anh em Nghị và Quế đày đi Ai Lao, sung quân, đánh thêm cho 100 hồng côn khi đến nơi. Vua còn dụ: “Người đàn bà già bị giết, đã có đền mạng, đáng lý không nên cho tiền mai táng nữa. Nhưng lại nghĩ, già nua thất thểu, mẹ con nghèo túng, lại bị nạn chết thảm ở giữa nơi Kinh thành, thực đáng thương xót. Vậy chuẩn cho cứ tên Phú bắt phải đền cho con người chết 200 lạng bạc để dùng vào việc mai táng và chu cấp. Trẫm làm việc, chỉ giữ công bằng, quyết không có lý nghị thân, nghị quý. Phàm các em và con cháu, chớ nên coi khinh, lấy thân để thử pháp luật. Gương sáng chẳng xa, ai nấy phải kính cẩn đó!”.
Tháng giêng năm Minh Mạng thứ 18 (1837), do biết sợ và hối hận nên hoàng tử Miên Phú được vua hoàn lại mũ áo vị hiệu, cho nhận nửa lương hằng năm, được cùng học tập với các hoàng tử anh em nhưng không cho vào chầu hầu.
Tháng giêng năm Thiệu Trị thứ nhất (1841), Tôn nhân phủ, viện Cơ mật và bộ Lễ bàn xin cho hoàng đệ Miên Phú được để tang vua Minh Mạng 3 năm, mặc áo sổ gấu, phàm gặp lễ ân tiến và các ngày đại lễ cho đứng chầu ở cuối hàng hoàng đệ, còn những buổi cúng sáng và chiều thì không cho ông dự. Vua dụ, sau này nếu ông biết hối lỗi, chăm học, thì cho theo ban hoàng đệ làm lễ, nhưng không được sung làm thừa tế hay nhiếp tế. Năm thứ 3 (1843), vua mới cho Miên Phú được theo triều bái, ban cho một bộ mũ áo thường triều, cấp lại lương cho ông như các hoàng đệ chưa được phong tước.
Mãi đến năm Tự Đức thứ 5 (1852), hoàng thân Miên Phú mới được phong làm Phù Mỹ Quận công (符美郡公). Nếu so về tuổi tác, ông được phong tước khá muộn so với các hoàng tử anh em, phần nhiều là do tính cách của ông.
Năm thứ 35 (1882), quận công Miên Phú cho mở trường hát xướng, dẫn người ngoại quốc tới xem, bị người khác hạch tâu, vua Tự Đức xuống chiếu đoạt tước và giáng ông làm Kỳ nội hầu (畿內侯). Năm sau, vua Hiệp Hòa cho ông được khai phục tước cũ.
Hàm Nghi năm thứ nhất, Ất Dậu (1885), ngày 28 tháng 2 (âm lịch), quận công Miên Phú qua đời, thọ 69 tuổi, thụy là Cung Lượng (恭亮). Mộ của ông được táng tại Thanh Thủy (thuộc huyện Hương Thủy, Thừa Thiên), còn phủ thờ dựng ở xã Dương Xuân cùng huyện (sau dời về Phú Cát, Huế).

## Gia quyến

### Anh chị em
Ngoài Miên Phú, bà Nghiêm còn sinh được 1 hoàng tử và 3 hoàng nữ khác. Tuy sinh nhiều con như vậy, nhưng suốt cuộc đời bà chỉ là một cung nhân không được xếp phẩm vị.
- Em trai: Hà Thanh Quận công Miên Tống (1822 – 1858), hoàng tử thứ 16.
- Em gái: Định Mỹ Công chúa Đoan Thuận (1820 – 1854), hoàng nữ thứ 10.
- Em gái: Cảm Đức Công chúa Thục Thận (1825 – 1907), hoàng nữ thứ 20.
- Em gái: Hoàng nữ thứ 19 mất sớm.

### Con cái
Phù Mỹ Quận công có 13 con trai và 8 con gái. Ông được ban cho bộ chữ Thực (食) để đặt tên cho các con cháu trong phòng. Công tử Hồng Ninh con trai ông là con của vợ thứ, được tập phong làm Phù Mỹ Đình hầu (符美亭侯).